# وی‌آی
وی‌آی نام برنامه‌ای رایانه‌ای و ویرایشگر نوشتار است که در سال ۱۹۷۶ توسط بیل جوی برای نسخه‌های اولیه بی‌اس‌دی نوشته شد. vi جزئی از استاندارد پازیکس است.